# Parafia św. Rocha w Jasienicy
Parafia pw. św. Rocha w Jasienicy – parafia rzymskokatolicka, Należąca do dekanatu Ostrów Mazowiecka – Wniebowzięcia NMP, diecezji łomżyńskiej, metropolii białostockiej. położona w miejscowości Jasienica, w gminie Ostrów Mazowiecka, w powiecie Ostrowskim, w województwie mazowieckim.

## Obszar parafii

### Miejscowości i ulice
W granicach parafii znajdują się miejscowości:

- Jasienica,
- Chmielewo,
- Daniłowo-Parcele,
- Dąbrowa,
- Jasienica-Parcele,
- Kalinowo,
- Kalinowo-Parcele,
- Kowalówka,
- Króle Duże,
- Króle Małe,
- Nieskórz,
- Pęchratka Mała,
- Smolechy
- Żachy Pawły.

## Historia
Parafia Jasienica powiązana jest z dwoma miejscowościami Złotorią i Jasienicą. Parafia Jasienicy została erygowana w 1502 r. niedaleko miejscowości Złotoria przez biskupa płockiego Wincentego Przerembskiego.
W 1716 roku po pożarze kościoła zbudowano nowy kościół w miejscowości Jasienica, który był drewniany. W 1804 r. parafia została podzielona. Jasienica będąca do roku 1804 filią parafii Złotoria zostaje samodzielną parafią. W 1816 r. ponownie spłonął kościół w Złotorii, niestety władze cywilne Królestwa Polskiego nie pozwoliły na odbudowę budynku, przez co proboszcz parafii zmuszony był przenieść się do Jasienicy, przez co znów doszło do scalenia parafii.
Obecny kościół murowany został wybudowany w latach 1873–1880, dzięki ks. prob. Maksymilianowi Macharskiemu. Konsekrowany w 1883 r. przez biskupa płockiego Kacpra Borowskiego. Obok kościoła ks. prob. Maksymilian Macharski postawił drewnianą plebanię, która służyła księżom do roku 2007.
W roku 1944 wycofujące się oddziały niemieckie chciały wysadzić obecny budynek kościoła, ale powstrzymał to ks. prob. Eugeniusz Gosiewski przekupując oficera saperów. W latach II wojny światowej parafia poniosła duże straty spłonął dach na kościele oraz wieżyczka na dzwonnicy. W latach 1945–1946 tymczasowym administratorem parafii był ks. Stanisław Falkowski, Sprawiedliwy wśród Narodów Świata.

## Miejsca święte

### Kościół parafialny
Kościół pw. św. Rocha w parafii Jasienica został wzniesiony w stylu neogotyckim. Kościół został postawiony z cegły, otynkowany, trójnawowy, z dwiema żelaznymi wieżami o ażurowej konstrukcji i licznymi bocznymi arkadiami, skarpami i wieżyczkami. Nowa świątynia miała wymiary: długość – 29 metrów, szerokość – 15 metrów, wysokość do sklepienia – 12 metrów, wieże – 50 metrów.

## Działalność parafialna

### Parafianie
Mieszkańcy okolicznych miejscowości wchodzący w skład parafii w Jasienicy - darzyli kultem świętego Rocha, którego wspomnienie liturgiczne w Kościele katolickim obchodzone jest 16 sierpnia a atrybutami były: anioł, pies trzymający w pysku chleb, torba pielgrzyma. Chór przykościelny za zgodą ks. prob. Eugeniusz Gosiewski prowadził Władysław Kantorowski z miejscowości Nieskórz.